# Dov Tamari (Mathematiker)
Dov Tamari (* als Bernhard Teitler am 29. April 1911 in Fulda; † August 2006 in Jerusalem) war ein israelischer Mathematiker, der sich mit Mathematischer Logik, Algebra und Kombinatorik befasste.

## Leben und Werk
Tamaris Vater Levi Jizchak Teitler stammte vom bekannten Rabbiner Levi Jizchak von Berditschew ab, kam aus Bistritz im österreich-ungarischen Siebenbürgen über Wien nach Hessen und war Rabbiner, Kabbalist, Kantor und Besitzer eines kleinen Druckerladens, seine Mutter Frieda Bitkower stammte aus Jasień in Galizien. Tamaris Familie zog, als er zwei Jahre alt, war nach Gießen. In den 1920er Jahren war er in der zionistischen Jugendbewegung (Betar) aktiv. Als Gymnasiast am Landgraf-Ludwigs-Gymnasium war er 1926 bis 1928 in Gießen Sekretär für den erblindeten Mathematiker Moritz Pasch, der an einer Neuauflage seines Ursprung des Zahlbegriffs arbeitete und 1930 starb. Nach dem Abitur 1929 studierte Tamari Mathematik, Physik und Philosophie in Wien, Frankfurt am Main und Gießen. Nachdem er schon eine Promotionsstelle hatte und 1933 in Frankfurt eingeschrieben, ging er wegen der antisemitischen Verfolgung als Jude im Jahr der Machtergreifung der Nationalsozialisten 1933 nach Palästina, wo er an der Hebräischen Universität studierte. Er wurde 1951 bei Paul Dubreil an der Sorbonne promoviert (Monoides préordonnés et chaines de Malcev) und lehrte ab 1964 an der State University of New York (SUNY), an deren damaligen College in Fredonia (New York) und in Buffalo (New York). Mitte der 1960er Jahre war er Vorstand der Fakultät in Buffalo. Zuletzt lebte er wieder in Israel und besuchte häufiger Gießen, als er an seinem Buch über Moritz Pasch arbeitete.
1960/1961 und 1967/1968 war er am Institute for Advanced Study.
Der Tamari-Verband ist nach ihm benannt, definiert über alle möglichen paarweisen Klammerbildungen in einer Basismenge.
Zu seinen Doktoranden gehört Carlton Maxson (Professor an der Texas A&M University).

## Schriften
- Moritz Pasch (1843–1930): Vater der modernen Axiomatik – Seine Zeit mit Klein und Hilbert und seine Nachwelt. Eine Richtigstellung, Shaker Verlag, Aachen 2006 (nach seinem Tod herausgegeben mit biographischem Anhang von seinem Sohn Dom Tamari).